# Université de Veracruz
L'université de Veracruz (Universidad Veracruzana) est une université publique dans l'État de Veracruz au Mexique. Son rectorat est situé dans la capitale de l'État, Xalapa. L'université comprend cinq campus : Xalapa, Veracruz, Orizaba-Córdoba, Poza Rica-Tuxpan et Coatzacoalcos-Minatitlán.

## Historique
L'Université de Veracruz est créée le 11 septembre 1944, avec un statut public et le soutient moral et financier de l'État. Une loi du 5 novembre 1944 vient en préciser les contours et la structuration, en lui attribuant des biens mobiliers et immobiliers dans les villes de Veracruz, Xalapa, Córdoba et Orizaba. Le siège administratif de l'Université est établi à Xalapa, le docteur Manuel Suárez Trujillo en devient le premier recteur.